# Svastika
 Ovo je glavno značenje pojma Svastika. Za druga značenja pogledajte Rodbinski nazivi#Šira obitelj.
Svastika (od sanskrt. svasti, sreća, zdravlje) je križ s četiri jednaka kraka, od kojih svaki završava produžetkom pod pravim kutom. Produžetak može biti usmjeren u smjeru kazaljke na satu ili u suprotnom smjeru, ovisno o različitim prikazima ovog simbola.
Za vrijeme Trećeg Reicha to je bio amblem Nacionalsocijalističke njemačke radničke stranke, u vidu crne svastike, odnosno kukastog križa (od njem. Hakenkreuz) u bijelom krugu, na crvenoj pozadini. Uveden je 5. siječnja 1919. godine s oznakom orla. Dana 12. ožujka 1933. godine je uveden na crvenu socijalističku zastavu.